# Peamount United
Peamount United Football Club  eller Peamount United är ett irländsk fotbollslag för damer från Dublin.

## Historia
Peamount United Football Club grundades 1983.

## Hemmaarena
Större matcher kan spelas på Peamount United Ground (Greenogue stadion).

## Meriter
- Women's National League (damer):[2]
  - Irländsk mästare (4): 2011–12, 2019, 2020, 2023
  - Silver (3): 2012–13, 2013–14, 2017
  - Brons (2): 2016, 2018
- Irländska Cupen (damer) :[3]
  - Vinnare: 2010
  - Finalist: 2005, 2008

## Placering tidigare säsonger
| Säsong  | Nivå | Liga                    | Placering | Referens |
| ------- | ---- | ----------------------- | --------- | -------- |
| 2011–12 | 1    | Women's National League | 1         | [ 4 ]    |
| 2012–13 | 1    | Women's National League | 2         | [ 5 ]    |
| 2013–14 | 1    | Women's National League | 2         | [ 6 ]    |
| 2014–15 | 1    | Women's National League | 4         | [ 7 ]    |
| 2015–16 | 1    | Women's National League | 5         | [ 8 ]    |
| 2016    | 1    | Women's National League | 3         | [ 9 ]    |
| 2017    | 1    | Women's National League | 2         | [ 10 ]   |
| 2018    | 1    | Women's National League | 3         | [ 11 ]   |
| 2019    | 1    | Women's National League | 1         | [ 12 ]   |
| 2020    | 1    | Women's National League | 1         | [ 13 ]   |
| 2021    | 1    | Women's National League | 2         | [ 14 ]   |
| 2022    | 1    | Women's National League | 3         | [ 15 ]   |
| 2023    | 1    | Women's National League | 1         | [ 16 ]   |
| 2024    | 1    | Women's National League | 6         | [ 17 ]   |

## Färger
Peamount United spelar i grön och svart trikåer, bortastället är blå och svart.

### Trikåer
| Peamount United | Peamount United |
| Trikåer         | Trikåer         |
| --------------- | --------------- |
| Hemmakit        | Bortaställ      |
| Hemmakit        | Bortaställ      |

## Kända spelare
- McKenna Davidson (2018–2019)[18]